# Де Клинсен, Бруно
Бруно де Клинсен (нидерл. Bruno de Clynsen, 8 февраля 1954, Беркем-Сент-Агат, Бельгия) — бельгийский хоккеист (хоккей на траве), полевой игрок.

## Биография
Бруно де Клинсен родился 6 мая 1954 года в бельгийской коммуне Беркем-Сент-Агат.
В 1976 году вошёл в состав сборной Бельгии по хоккею на траве на летних Олимпийских играх в Монреале, занявшей 9-е место. Играл в поле, провёл 2 матча, забил 1 мяч в ворота сборной Канады.